# Bringetofta församling
Bringetofta församling är en församling i Nässjö pastorat i Södra Vätterbygdens kontrakt i Växjö stift. Församlingen ligger i Nässjö kommun i Jönköpings län.

## Administrativ historik
Församlingen har medeltida ursprung.
Församlingen utgjorde under medeltiden ett eget pastorat för att sedan till 1940 vara moderförsamling i pastoratet Bringetofta, Norra Ljunga och Hylletofta, för att från 1940 till 1962 vara moderförsamling i pastoratet Bringetofta och Hylletofta. Församlingen ingick från 1962 till 2014 i Norra Sandsjö pastorat. Från 2014 ingår församlingen i Nässjö pastorat.
Fram till 1974 var församlingens area 117,5 kvadratkilometer, men i samband med en gränsjustering av kommungränsen mellan Nässjö kommun och Sävsjö kommun överfördes cirka en fjärdedel av församlingens yta, innehållande 138 invånare, till Sävsjö församling och den nya arean blev då 86,1 kvadratkilometer.

## Klockare, kantor och organister
| Ämbetstid | Namn              | Levnadstid | Övrigt                |
| --------- | ----------------- | ---------- | --------------------- |
| 1777-1813 | Jonas M. Hagström | 1754-1813  | Organist och klockare |
| 1815-1839 | Claes Wimmerstedt | 1797-      | Organist och klockare |

## Kyrkor
- Bringetofta kyrka